# Due piccoli italiani
Due piccoli italiani è un film del 2018 diretto da Paolo Sassanelli.
La pellicola ha come protagonisti lo stesso regista Paolo Sassanelli, alla sua opera prima, Francesco Colella, Rian Gerritsen e Marit Nissen.

## Trama
Il rocambolesco viaggio attraverso l’Europa di due amici un po’ naïf, Salvatore e Felice, in fuga da un paesino della Puglia, che si ritrovano catapultati a Rotterdam e poi in Islanda. Per la prima volta nella loro vita scopriranno cosa significa sentirsi vivi e felici. Attraverso qualche disavventura e con l’aiuto della generosa e stravagante Anke, supereranno le proprie paure e inibizioni. Saranno travolti dalla vita, scoprendo la gioia di esistere e di provare e ricevere affetto e amore in uno strano triangolo di relazioni tipiche di una ‘famiglia moderna’, bizzarra e rassicurante al tempo stesso.

## Produzione
Le riprese del film sono iniziate il 24 luglio 2017 a Bari. Il film è stato girato in tre paesi: in Italia, interamente in Puglia, tra Bari, Minervino Murge e Terlizzi. Nei Paesi Bassi tra Amsterdam e Rotterdam mostrando anche le case cubiche di Piet Blom e in Islanda, a Reykjavík tra le montagne Reykjanesviti e la Blue Lagoon.
È stato finanziato in co-produzione con la società islandese Duo Productions di Gudrun Edda Thorhannesdottir, divenendo una delle pochissime co-produzioni Italia-Islanda.

## Colonna sonora
Per il film è stato appositamente scritta una canzone originale dai Musica da Ripostiglio L'amore che vien l'amore che va, cantata spesso dal protagonista Felice. La cantante femminile è Margaretha Kemper. La versione musicale islandese è stata affidata alla cantante Gyda Valtysdottir, autrice anche delle due canzoni inglesi.

## Promozione
Il 25 maggio 2018 è stato diffuso online tramite La Repubblica il trailer ufficiale del film.

## Distribuzione
Il film è stato presentato in anteprima al Bari International Film Festival il 22 aprile 2018 al Teatro Petruzzelli di Bari. È uscito nelle sale cinematografiche il 14 giugno 2018 distribuito da Lucky Red.

## Accoglienza

### Incassi
In Italia al Box Office ha incassato nelle prime 2 settimane di programmazione 28,2 mila euro e 27,2 mila euro nel primo weekend.

### Critica
Il film è stato accolto molto positivamente dalla critica. Sono stati apprezzati soprattutto la costruzione della scenografia, la fotografia, la sceneggiatura, la regia e la recitazione da parte di tutti gli interpreti.

## Riconoscimenti
- 2011 - Premio Solinas - Giovinazzo Express[11]
  - Sceneggiatura finalista per Paolo Sassanelli e Francesco Apice
- 2018  - Bari International Film Festival
  - Evento Speciale Fuori Concorso[12]
- 2018 - Villammare Film Festival XVII
  - Miglior Attore Protagonista per Paolo Sassanelli
  - Miglior soggetto e sceneggiatura per Paolo Sassanelli e Chiara Balestrazzi[13]
- 2018 - Festival del cinema di Frontiera  
  - Premio dal Presidente della camera Roberto Fico per Paolo Sassanelli
- 2018 - Asti Film Festival - La prima cosa bella[14]
  - Premio Miglior Attore per Paolo Sassanelli